# 克里斯·史密斯 (1970年)
克里斯·史密斯（英語：Chris Smith，1970年5月17日—），美国男子篮球运动员。他曾代表美国获得1990年FIBA世界锦标赛季军。他也于1992年参加了NBA选秀，结果被明尼苏达森林狼选中。